# Rob Grabert
Robert "Rob" Karl Baldwin Grabert (Hilfarth, 5 de fevereiro de 1964) é um ex-jogador de voleibol neerlandês que esteve em duas edições de Jogos Olímpicos.
Nascido na então Alemanha Ocidental, Grabert estreou em Olimpíadas nos Jogos de 1988, em Seul, numa equipe formada por jovens jogadores como Ron Wanderer, Peter Blangé e Jan Posthuma.
Após ausentar-se da Seleção Neerlandesa que conquistou a então inédita medalha de prata nos Jogos Olímpicos de 1992, Grabert foi novamente convocado para uma cita olímpica e disputou os Jogos Olímpicos de 1996, em Atlanta, onde os Países Baixos conquistaram a medalha de ouro ao derrotar a Itália na final por 3 sets a 2.
Aposentou-se do voleibol profissional em 1997 após passar uma temporada no voleibol alemão. Atualmente trabalha no ramo alimentício e é dono de uma empresa que produz alimentos orgânicos.